# المضامير (السبرة)

تعديل مصدري - تعديل

المضامير محلة تابعة لقرية وادي الصراح، التابعة لعزلة الاخلود بمديرية السبرة إحدى مديريات محافظة إب في الجمهورية اليمنية.، بلغ تعداد سكانها 95 حسب تعداد اليمن لعام 2004.